# Пушкарук Олег Вікторович
Оле́г Ві́кторович Пушкару́к (нар. 1 лютого 1969, Нововолинськ, Волинська область — 9 травня 2018, Золоте, Попаснянський район, Луганська область, Україна) — український військовик, учасник війни на сході України, головний сержант 9-ї роти 3-ї батальйонно-тактичної групи 14-ї окремої механізованої бригади Збройних сил України. Кавалер ордена «За мужність» III ступеня, почесний громадянин Нововолинська.

## Життєпис
Олег Пушкарук народився 1 лютого 1969 року в Нововолинську. До 4 класу навчався у школі-інтернаті Нововолинська, потім мешкав у тітки в селі Старий Загорів, навчався в місцевій школі. У 1986 році закінчив Нововолинське СПТУ № 11 за фахом фрезерувальник. Був призваний на військову службу, яку він проходив у 80-му учбовому центрі ракетних військ, у місті Котовськ Одеської області. Після демобілізації працював на ливарному заводі начальником вантажопідйомного обладнання.

### Військовий шлях
Восени 2014 року Олег Пушкарук став добровольцем 1-го батальйону територіальної оборони «Волинь». У складі батальйону «Волинь» брав участь у бойових діях в районі селища Малоорлівка та на підступах до окупованого Кіровського.
25 липня 2016 року підписав контракт та продовжив службу у 9-й роті 3-ї батальйонно-тактичної групи 14-ї окремої механізовананої бригади.

### Обставини загибелі
Загинув близько 4-ї години ранку 9 травня 2018 року під час відбиття атаки ворожої ДРГ на позиції ЗСУ поблизу міста Золоте Попаснянського району на Луганщині.
Похований 13 травня 2018 року на старому цвинтарі Нововолинська.

## Сім'я
Залишились дружина Тамила та двоє синів (2016 та 2013 р.н), та син від попереднього шлюбу.

## Нагороди
- Орден «За мужність» III ступеня (18 квітня 2019) — нагороджений посмертно «за особисті заслуги у захисті державного суверенітету та територіальної цілісності України, мужність і самовіддані дії, виявлені під час виконання службового обов'язку»[5].
- Почесний громадянин Нововолинська (21 серпня 2018)[6]